# Catocala virens
Catocala virens là một loài bướm đêm trong họ Erebidae.